# 横関健悟
横関 健悟（よこぜき けんご、1981年12月12日 - ）は、日本の男性俳優、声優。アスタリスク所属。京都府出身。

## 人物
趣味は動画作成、写真。特技は水泳、サッカー、ベース・ギターの演奏。
以前はぷろだくしょんバオバブ、ゆーりんプロ、GRASSに所属していた。

## 出演作品

### 舞台
- しがらみの向こうに（【四日市公演】2008年2月23日　四日市市文化会館／東京公演】2008年1月16日 - 27日 小劇場 楽園）
- ロザリー（2008年7月25日 - 27日　 しもきた空間リバティ）
- ぼくはだれ〜取調室での攻防〜（【東京公演】2009年2月4日 - 15日 小劇場 楽園／【大阪公演】2009年7月4日 - 5日 ロクソドンタブラック）
- カルマ〜3億分の1の奇跡〜（2009年7月15日 - 7月20日　アイピット目白）
- ぼくはだれ〜取調室での攻防〜（大阪セレクション2009ステップシアター公演　2010年1月15日 - 17日 大阪芸術創造館）
- しがらみの向こうに〜振り込め詐欺集団の男達〜（2010年12月17日 シアター・ドラマシティ）
- イキザマ（【四日市公演】2011年7月16日〜7月17日 あさけプラザ／【大阪公演】 2011年7月18日 サンケイホールブリーゼ／【東京公演】 2011年7月22日〜31日 シアター711）
- ぼくはだれ〜取調室での攻防2011〜（2011年10月6日 - 16日 シアター711）
- ミュージカル すてきな三にんぐみ（【東京公演】2012年2月24日 - 26日 劇場MOMO／【地方公演】全国）
- 「ヤミ金融」〜欲と金に狂わされた大人達〜（2012年8月1日 - 5日 新宿SPACE107）
- オアシス（2013年6月12日 - 6月16日 新宿SPACE107）
- イキザマ2（2013年9月4日 - 8日 新宿SPACE107）
- 笑いの神様へ（2014年9月17日 - 23日 「劇」小劇場）
- しがらみの向こうに（2015年3月25日 - 29日 「劇」小劇場）
- The Waiting Room（2015年8月11日 - 16日 テアトルBONBON）
- イキザマ3（2015年9月30日 - 10月4日 「劇」小劇場） - 長谷川聡（三多摩大学応援団団長） 役
- 「ぼくはだれ」〜取調室での攻防2016〜（【東京公演】2016年4月20日 - 29日　小劇場／【多可町公演】2017年8月6日多可町文化会館 ベルディーホール） - 山下弁護士役
- 守ってあげたい（2016年8月25日 - 30日　新宿シアターモリエール／【四日市公演】9月4日　四日市市文化会館館第二ホール） - 無根珍珍種無 役
- イキザマ3（2016年10月19日 - 30日 「劇」小劇場） - 長谷川聡（三多摩大学応援団団長） 役
- じぶんさがし（2018年4月25日 - 30日　赤坂RED/THEATER） - 原田武之 役
- イキザマ3（2018年12月5日 - 9日 東京芸術劇場 シアターウエスト） - 長谷川聡（三多摩大学応援団団長） 役
- ゼロ番区（2019年4月24日 - 29日　赤坂RED/THEATER） - 浜田死刑囚 役
- ほしぞらのしたで（2019年12月25日 - 29日 東京芸術劇場 シアターウエスト） - 張志明 役 他
- シロとクロの境界線（2021年10月27日-31日 赤坂RED/THEATER） - 亀矢被告 役（主演）
- 片隅に灯す（2022年10月5日(水)～10月9日(日)/サンモールスタジオ）
- ホタルの夜明け（2023年8月23日～27日下北沢「劇」小劇場）Asaeda pro
- 彼の男　十字路に身を置かんとす【再々演】（2023年4月10日(月)～16日(日)（東京）／20日(木)~23日(日)(神戸)）（東京 シアターサンモール/神戸 神戸ポートオアシス ）LiveUpCapsules
- 須く、一歩進む（2024年3月29日 - 31日、こくみん共済 coop ホール/スペース・ゼロ）[2]LiveUpCapsules
- そして、雪どけの朝に（2024年5月15日 - 19日、小劇場B1） - 寺島勘太 役[3]Asaeda pro

### 映画
- まっ白の闇（2018年） - キンタ役（監督：内谷正文・共同監督：大島孝）

### テレビドラマ
- BSJ 山本周五郎時代劇「武士の魂」9話・中岡大次郎役（監督：副島宏司）
- ヒロシの心霊キャンプ 第5話「叫ぶ女」（2024年10月24日、BS日テレ） - 小山 役

### テレビアニメ
- 獣神演武 HERO TALES（2007年、馬頭門）
- 銀魂（2009年、野良猫C）
- 名探偵コナン（2010年、不良）

### 吹き替え
- クリミナル・マインド5 FBI行動分析課（チャーリー）

### ボイスオーバー
- ALIVE 奇跡の生還者 seasonII 死神の棲む渓谷（ジェレミー）

### ナレーション
- オータCM